# عبدالرحمن عطاردی
امام ابوعبدالله عبدالرحمن بن محمد العطاردی از شاعران عهد محمود غزنوی است. هدایت در شرح حال او نوشته‌است که: «گویند از امجد شعرای آن عهد بود» از اشعار او چند بیت در دست است؛ و همه آنها از دقت خیال و رأفت احساسات او حکایت می‌کند.

## نمونه اشعار
| سیلی دارم به رخ پر از خون جگر |  | آن روز که مژگان تو را بینم تر |
| ای چون شکر شکسته از پا تا سر  |  | مگری که تباه گردد از آب شکر   |